# Groddnörel
Groddnörel (Minuartia rossii) är en nejlikväxtart som först beskrevs av Robert Brown, och fick sitt nu gällande namn av Graebner. Groddnörel ingår i släktet nörlar, och familjen nejlikväxter. Inga underarter finns listade i Catalogue of Life.

## Bildgalleri

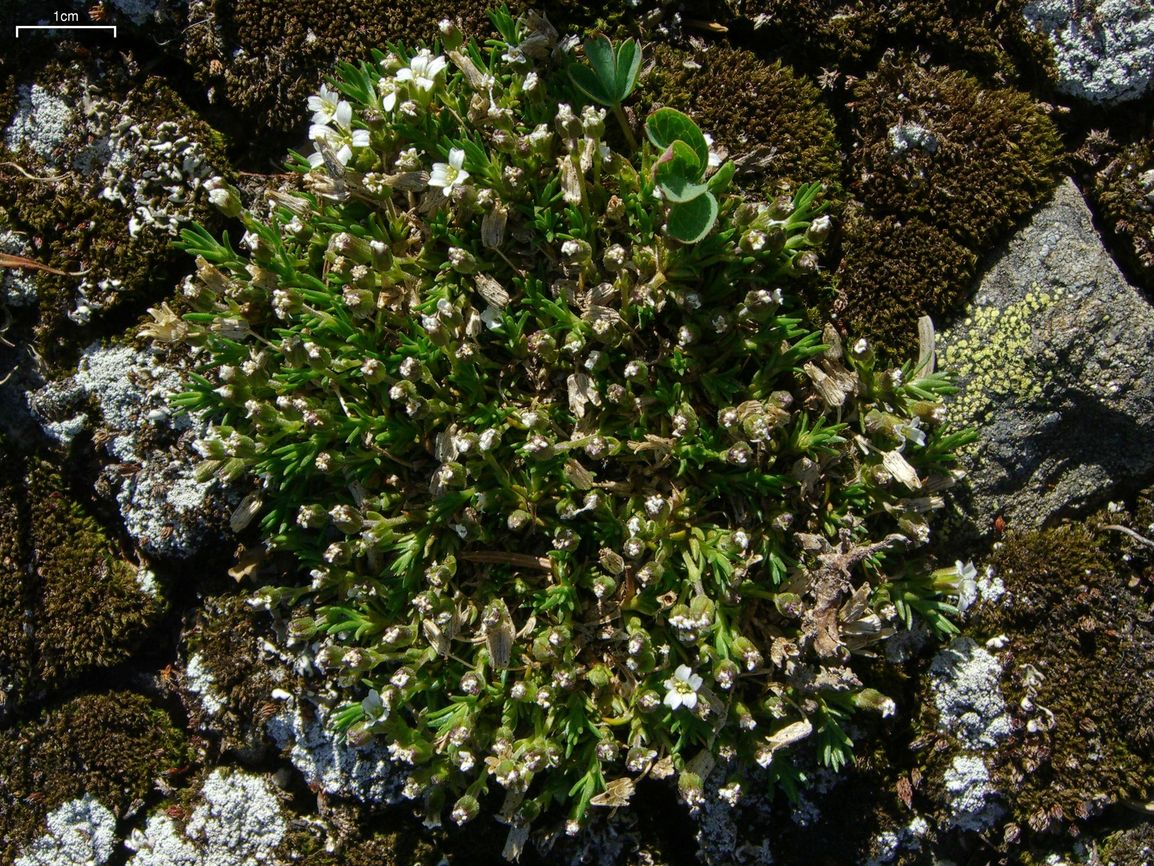